# Broadstairs (stacja kolejowa)
Broadstairs – stacja kolejowa w Broadstairs, w hrabstwie Kent, w Anglii, w Wielkiej Brytanii. Stacja położona jest 124 km na południowy wschód od Victoria Station w Londynie. Obsługuje ok. 494 548 pasażerów rocznie (dane za rok 2021/2022).
Pociągi są obsługiwane przez spółkę Southeastern.
Stacja znajduje się w górnej części głównej ulicy w Broadstairs. Szybkie pociągi Southeastern kursują do tej stacji od 13 grudnia 2009 z Londynu.

## Połączenia
- 2png (pociągi na godzinę) do London Victoria przez Faversham, Chatham i Bromley South
- 1png do London St Pancras przez Canterbury West, Ashford International i Ebbsfleet International
- 1png do Margate
- 2png do Ramsgate